# ماريا (كيبك)
ماريا (بالإنجليزية: Maria, Quebec)‏ هي بلدة و بلدية محلية في كيبيك تقع في كندا في Avignon Regional County Municipality. يقدر عدد سكانها بـ 2,536 نسمة ومساحتها 94.60 كم2 .

## أعلام
- أليكساندر غوثير